# Alegeri legislative în Grecia, 1993
Alegerile legislative din 1993 au avut loc in Republica Elena la 10 octombrie. În joc au fost 300 de locuri in parlamentul Grecesc, Voule. A fost ales partidul Mișcarea Socialistă Penelena (PASOK) a lui Andreas Papandreou, în favoarea partidului Noua Democrație a lui Constantine Mitsotakis.
Sumarul rezultatelor alegerilor din 10 octombrie 1993 pentru Parlamentul Elen:
| Partidul                                                             | Lider                             | Voturi            | Procent voturi | Schimbări | Locuri | Schimbări +- |   |
| -------------------------------------------------------------------- | --------------------------------- | ----------------- | -------------- | --------- | ------ | ------------ | - |
| Miscarea Socialista Panelena                                         | Andreas Papandreou                | 3,235,017         | 46.88%         | +8.27%    | 170    | +47          |   |
| Noua Democratie                                                      | Constantine Mitsotakis            | 2,711,739         | 39.30%         | -7.59%    | 111    | -39          |   |
| Inceputul Politic                                                    | Antonis Samaras                   | 336,460           | 4.88%          | -         | 10     | +10          |   |
| Partidul Comunist din Grecia                                         | Aleka Papariga                    | 313,001           | 4.54%          | -         | 9      | -            |   |
| Coalitia de Stanga pentru Progres                                    | Maria Damanaki                    | 202,887           | 2.94%          | -7.4%     | 0      | -19          |   |
| Incredere (Musulmanii din Rodope)                                    | Sadik Ahmet Sadik Σαδίκ Αμέτ      | 26,228            | 0.38           | -0.07     | 0      | -1           |   |
| Uniunea celor de Centru                                              | Vassilis Leventis                 | 15,942            | 0.23           | -         | 0      | -            |   |
| Destin (Musulmanii din Xanthi)                                       | Ahmet Phaikoglou Αχμέτ Φαϊκογλου  | 12,458            | 0.18           | -0.07     | 0      | -1           |   |
| Partidul National Εθνικό Κόμμα                                       | Chrisanthos Dimitriadis Χρύσανθος | 9,469             | 0.14           | +0.04     | 0      | 0            |   |
| Uniunea Politica Nationala                                           | -                                 | 8,160             | 0.12%          | - 0       |        |              |   |
| Uniunea Populara a Grupurilor Sociale                                | -                                 | 7,237             | 0.10           | +0.04     | 0      | 0            |   |
| Grecia Ecologista                                                    | Konstantinos Papanikolas          | 5,723             | 0.08%          | -0,01     | 0      | -            |   |
| Uniunea Ecologistilor                                                | Dimosthenis Vergis                | 5,378             | 0.08           | +0.03 0   | 0      |              |   |
| Partidul Grecilor Vanatori                                           | -                                 | 3,614             |                | 0.05      | -0,03  | -            | - |
| Partidul Marxist-Leninist Comunist al Greciei                        | -                                 | 1.817             | 0.03           | +0,01 0   |        | -            |   |
| Partidul Militant Socialist al Greciei                               | -                                 | 1.578             | 0.02           | -         | 0      |              | - |
| Olympismos Ολυμπισμός                                                | Γεώργιος Ζώης                     | 753               | 0.01           | +0 0      | 0      |              |   |
| Organizatia pentru Reconstructia Partidului Comunist al Greciei      | -                                 | 703               | 0.01           | - 0       | -      |              |   |
| Miscarea luptei în care te poti baza Συνεπής Αγωνιστική Κίνηση, ΣΑΚΕ | -                                 | 484               | 0.00           | - -       | -      |              |   |
| Respect de sine si adevar Αυτοσεβασμός Αλήθεια                       | -                                 | 334               | 0.00%          | - -       | -      |              |   |
| Partidul drepturilor omului Κόμμα Ανθρώπινων                         | -                                 | 255               | 0.00%          | -         | -      | -            |   |
| Hristopistia Χριστοπιστία                                            | -                                 | 66                | 0.00           | 0         | -      |              |   |
| Miscarea Panelena Ortodox-Democrata Πανελλήνιο Ορθόδοξο Δημοκρατικό  |                                   | 41                | 0.00           | 0         | -      |              |   |
| Alte partied minore                                                  | -                                 | 122               | 0.00% -        | - -       |        |              |   |
| Candidati independenti                                               | -                                 | 863               | 0.00% -        | - -       |        |              |   |
| Nr. de voturi valide                                                 |                                   | 6.900.311         | 100.00         | 300       |        |              |   |
| Voturi invalide                                                      |                                   | 119,614           |                |           |        |              |   |
| Total                                                                |                                   | 7,019,925 (78.2%) |                |           |        |              |   |